# Hrabstwo Liberty (Teksas)

Piramida wieku hrabstwa

Hrabstwo Liberty – hrabstwo położone w USA, w stanie Teksas. Utworzone w 1836 r. W latach 2020–2023 populacja wzrosła o 18,2% do 108,3 tys. mieszkańców. Siedzibą hrabstwa jest miasto Liberty. Należy do obszaru metropolitalnego Greater Houston.
Rosnąca część hrabstwa to obszary leśne, w tym dwa rezerwaty narodowe. Z północy na południe hrabstwo przecina Trinity River. Południową część hrabstwa stanowią prerie i bagna Zatoki Meksykańskiej porośnięte wysokimi trawami preriowymi, dębem, drzewem mesquite i opuncją figową. 
Do innych większych miasteczek należą Dayton i Cleveland.

## Sąsiednie hrabstwa
- Hrabstwo Polk (północ)
- Hrabstwo Hardin (wschód)
- Hrabstwo Jefferson (południowy wschód)
- Hrabstwo Chambers (południe)
- Hrabstwo Harris (południowy zachód)
- Hrabstwo Montgomery (zachód)
- Hrabstwo San Jacinto (północny zachód)

## Gospodarka
53% areału gospodarstw tworzą obszary pasterskie, 28% to obszary uprawne i 13% zajmowały lasy. Do głównej działalności w hrabstwie, należą:
- przemysł drzewny
- uprawa drzewek świątecznych
- produkcja siana
- hodowla koni, drobiu, bydła, świń i kóz
- uprawa darni, soi i ryżu (dawniej też kukurydzy i sorgo[3])
- akwakultura
- wydobycie ropy naftowej i gazu ziemnego[5]
- przemysł mleczny.

Najpopularniejsze sektory zatrudnienia dla mieszkańców hrabstwa Liberty, to (dane z 2022): budownictwo (6,1 tys. osób), produkcja (3,7 tys. osób) i handel detaliczny (3,4 tys osób)

## Demografia
- biali nielatynoscy – 48%
- Latynosi – 41,8%
- czarni lub Afroamerykanie – 8,9%
- rdzenni Amerykanie – 1,6%
- Azjaci – 0,9%[2].

## Religia
Największe członkostwo w hrabstwie Liberty, deklarują (2020):
- Południowa Konwencja Baptystów – 20 tys. członków w 43 zborach,
- Kościół katolicki – 10,9 tys. w 6 parafiach,
- lokalne bezdenominacyjne zbory ewangelikalne – 4,8 tys. w 20 zborach,
- Kościoły zielonoświątkowe – 27 zborów
- Zjednoczony Kościół Metodystyczny – 1,8 tys. w 7 kościołach,
- świadkowie Jehowy – 1,7 tys. w 6 zborach,
- Narodowa Misyjna Konwencja Baptystyczna Ameryki – 1,1 tys. w 6 zborach.